# Diana Aurenque
Diana del Carmen Aurenque Stephan (Santiago, 1981) es filósofa, profesora y comunicadora chilena, especializada en antropología filosófica, ética filosófica, ética médica, filosofía de la medicina y bioética.

## Biografía
Aurenque se graduó de licenciada en educación en Filosofía por la Universidad de Santiago de Chile. En 2011, obtuvo el grado de doctora en filosofía por la Universidad de Friburgo en Alemania y habilitada en ética médica por la Facultad de Medicina de la Universidad de Tubinga del mismo país. Fue profesora asistente en el Institut für Ethik und Geschichte der Medizin, de la Universidad de Tubinga y ha impartido seminarios de filosofía y ética en las universidades alemanas de Friburgo y Stuttgart, respectivamente.
Desde mayo del 2024 y en la actualidad es  Directora del Centro de Estudios de Ética Aplicada (CEDEA) de la Universidad de Chile. Entre el 2015 y el 2024 fue profesora asociada del Departamento de Filosofía de la Universidad de Santiago de Chile. Entre 2017 y 2021, fue vicedecana de Investigación y Postgrado de la Facultad de Humanidades de la Universidad de Santiago de Chile. Entre 2021 y 2023, fue la primera mujer directora del Departamento de Filosofía de la misma Universidad.
Desde 2020, ha estado dedicando esfuerzos a la difusión de la filosofía nacional en distintos ámbitos públicos, en paralelo a su trabajo como investigadora y académica. Asimismo, ha sido columnista en diversos medios de comunicación masivos como en el diario The Clinic, la Radio Sonar FM, de la Radio ADN y del diario La Tercera. En 2024 condujo la tercera temporada del programa Futuro Esplendor del canal UChile TV de la Universidad de Chile, que vincula filosofía con cultura pop.
En 2024, fue elegida como una de las diez pensadoras latinoamericanas destacadas por el periódico español La Vanguardia, junto a Valeria Campos, Rita Segato, Laura Quintana y Luciana Cadahia.
Aurenque es autora y coeditora de varios libros en alemán y en castellano sobre Friedrich Nietzsche y Martin Heidegger, y ha escrito múltiples artículos en revistas especializadas nacionales e internacionales.<ref name=usach>

## Obra

### Libros
- Ethosdenken. Auf der Spur einer ethischen Fragestellung in der Philosophie Martin Heideggers, Freiburg i. B./München. Alber, 2011
- Die medizinische Moralkritik Friedrich Nietzsches: Ihre Genese, Bedeutung und Rezeption, Wiesbaden. VS Springer, 2018
- Animales enfermos. Filosofía como terapéutica. Fondo de Cultura Económica, Santiago, 2022.
- Pensar lo público. Editorial USACH, Santiago, 2023.
- Animal ancestral. Hacia una política del amparo. Herder Editorial, 2023.

### Libros publicados en colaboración
- (junto a O. Friedrich, G. Assadi y S. Schleidgen): Nietzsche, Foucault und die Medizin, Bielefeld: Transcript-Verlag, 2016 (298 p).
- (junto a O. Friedrich): Medizinphilosophie oder philosophische Medizin? Ethische Beiträge zu Herausforderungen technisierter Medizin, Frommann-Holzboog Verlag: Stuttgart-Bad Cannstatt, 2013 (288 p.).